# Лефлер, Чарлз Мартин
Чарлз Ма́ртин Лёфлер (англ. Charles Martin Loeffler, собственно Карл Мартин Лёффлер, нем. Karl Martin Loeffler; 30 января 1861, Шёнеберг под Берлином — 19 мая 1935, Медфилд, штат Массачусетс) — американский скрипач и композитор немецкого происхождения.

## Биография
Сын инженера, работа которого была связана с постоянными разъездами, Лефлер провёл детство в Париже, Венгрии, Швейцарии, городке Смела под Киевом (где в девятилетнем возрасте начал заниматься на скрипке) и в Эльзасе, с которым так сроднился душой, что в дальнейшем неизменно называл местом своего рождения Мюлуз (отчасти это было связано с неприязнью Лефлера к собственно Германии, поскольку его отец, писавший статьи политического содержания, был арестован, когда Лефлер был ещё юношей, и умер в тюрьме). Лефлер учился в Берлине у Йозефа Иоахима (скрипка), Фридриха Киля и Вольдемара Баргиля (композиция), затем в Париже у Ламбера Массара (скрипка) и Эрнеста Гиро (композиция). В 1881 году он эмигрировал в США, в 1887 году оформил американское гражданство.
В 1882—1903 гг. Лефлер был вторым концертмейстером Бостонского симфонического оркестра (первым был Франц Кнайзель). В 1891 году он дебютировал с оркестром как солист при исполнении собственной сюиты для скрипки с оркестром «Украинские вечера» (фр. Les Veillées de l'Ukraine); среди других произведений, впервые представленных Лефлером бостонской публике, были Испанская симфония Эдуара Лало и Шотландская фантазия Макса Бруха. С 1903 года Лефлер полностью посвятил себя композиторскому творчеству (и отчасти педагогике).
В композиторском наследии Лефлера заметно влияние французской музыки (Сезар Франк, Эрнест Шоссон, Клод Дебюсси); Лефлеру была близка культура символизма: среди наиболее значительных его работ — симфоническая поэма «Смерть Тентажиля» (фр. La Mort de Tintagiles; 1896—1897) по мотивам Мориса Метерлинка, предназначенная для двух виолей д’амур с оркестром, — Лефлер был одним из первых пропагандистов возрождения этого инструмента. Привлекли к себе внимание «Языческая поэма» (англ. A Pagan Poem; 1906—1907, окончательная версия — для фортепиано, трёх труб и английского рожка) и оркестровая сюита «Воспоминания из моего детства (Жизнь в русской деревне)» (англ. Memories of my Childhood (Life in a Russian Village); 1923). Дивертисмент Лефлера для скрипки с оркестром был отклонён Фрицем Крейслером и Эженом Изаи, с которыми Лефлер был дружен, из-за технической сложности — его впервые исполнил 19 октября 1905 года в Берлине Карл Халир, в одном концерте с первым исполнением окончательной редакции Скрипичного концерта Сибелиуса (дирижировал Рихард Штраус).